# Papeles de un cesante (1999)
Papeles de un cesante es el segundo libro publicado por Leopoldo Calvo-Sotelo y fue publicado en 1999, por la editorial Galaxia Gutenberg, y se subtituló «La política desde la barrera», nueve años después del primero, Memoria viva de la transición.
El expresidente Adolfo Suárez lo presentó en Madrid el jueves 8 de abril de dicho año. En aquella ocasión, Suárez dijo que «"Papeles de un cesante" retrata y transmite la personalidad del autor: profundo, culto, sensible y elegante. Calvo-Sotelo es uno de los pocos políticos ilustrados de España. Podría pasar por un Floridablanca o un Campomanes actualizado».
“Desde hace quince años he venido ejerciendo el oficio de cesante, nuevo (como tantos otros) en la nueva monarquía parlamentaria”, escribe Leopoldo Calvo-Sotelo en el prólogo titulado “Hojas del árbol caídas”,  cuando tiene 73 años de edad. 
Este libro, que consta de 317 páginas, recoge los textos de conferencias, prólogos, discursos, intervenciones en seminarios y textos elaborados en esos años, que se agrupan en cuatro apartados: Europa, España, Personas y Varios. 
Acerca de la obra de Leopoldo Calvo-Sotelo, quien fuera presidente del Consejo de Estado, Francisco Rubio Llorente, afirmó: “Fue hombre de poderosa inteligencia y formidable capacidad de expresión, oral y escrita. Se esforzó, nos dice, por intentar que sus notas y discursos tuvieran siempre sobriedad y economía, como los desarrollos algebraicos. Y como resultado de ese empeño, sus textos son siempre precisos y elegantes, muy alejados de la difusa verborrea sintácticamente atormentada tan frecuente en nuestra vida pública”.
Se tratan asuntos como la Unión Europea, la OTAN, el 23 F, el terrorismo de la ETA, la Constitución española o la Fundación José Ortega y Gasset, de la que fue Presidente.  Y escribe sobre figuras como Adolfo Suárez, José María de Areilza, Juan Antonio García Díez, Mingote, Xavier Zubiri, Valery Giscard d’Estaing o François Mitterrand.
“De este volumen de hechuras autobiográficas se puede decir que está bien articulado, seriamente documentado y que es de una considerable limpieza política”, a decir del catedrático Bernabé Sarabia.
Según el periodista y catedrático Justino Sinova: “Los textos, de muy variado asunto, mantienen sin embargo la unidad en las características de la retórica de Calvo-Sotelo y en la observación inteligente y en la ironía tantas veces tentada de desembocar en sátira.”
Para el catedrático Ignacio Sánchez Cámara, “Si el estilo refleja al hombre, la excelente prosa del ilustre «cesante» proclama el talante de su autor: inteligente, irónico, a veces distante, un punto, y no sin razón, quejoso del trato en ocasiones recibido, si acaso crítico nunca mordaz. Talante y estilo, en suma, que configuraron el modo de ser político de UCD, centrista a fuer quizá, como dice el autor, de no haber llegado nunca a ser un partido político. Cesante el político, habla el intelectual. Si es dudoso que gane el ciudadano, es seguro que gana el lector.”